# Weppersdorf
Weppersdorf (węg. Veperd, burg.-chorw. Veprštof) – gmina targowa w Austrii, w kraju związkowym Burgenland, w powiecie Oberpullendorf. 1 stycznia 2014 liczyła 1,80 tys. mieszkańców.